# François Le Cocq
François Le Cocq (vers 1660 ? - après 1729) est un guitariste et compositeur baroque.
Musicien jubilaire de la Chapelle royale de Bruxelles, en 1729 il présente ses compositions pour guitare à Jean-Baptiste de Castillion qui les retranscrit et les publiera à Gand en 1730.